# Gérard de la Guette
Gérard de la Guette († 1322 bei Paris), ein Adliger aus der Saintonge, war oberster Finanzbeamter des Königs Ludwig X. (regierte 1314–1316).
Nach dem Regierungsantritt des Königs Karl IV. (1322) wurde er beschuldigt, die Staatsfinanzen verschwendet zu haben. Er wurde enteignet und in den Turm des Louvre in ein enges Verlies gesperrt, wo er auch verhört wurde; er starb später unter der „Peinlichen Befragung“. Das Volk schleifte dann seinen Körper durch die Straßen von Paris und hängte ihn am Gibet de Montfaucon auf. Nach seinem Tod stellt sich seine Unschuld heraus.

## Weblink
- Histoire de Paris, u. a. Gérard de la Guette

| Personendaten    | Personendaten                                                         |
| ---------------- | --------------------------------------------------------------------- |
| NAME             | Gérard de la Guette                                                   |
| KURZBESCHREIBUNG | französischer Adliger und oberster Finanzbeamter des Königs Ludwig X. |
| GEBURTSDATUM     | 13. Jahrhundert                                                       |
| STERBEDATUM      | 1322                                                                  |
| STERBEORT        | Paris                                                                 |